# William Mesguich
Pour les articles homonymes, voir Mesguich.
William Mesguich est un comédien et un réalisateur français né en 1972, fils du comédien et metteur en scène Daniel Mesguich. Avec Philippe Fenwick, il crée La Compagnie de l'Étreinte en 1998.

## Théâtre
- Hippolyte de Robert Garnier
- 1980 : Athalie de Racine, mise en scène Roger Planchon, TNP Villeurbanne, Théâtre national de l'Odéon
- Marie Tudor de Victor Hugo
- L’Histoire qu’on ne connaîtra jamais de Hélène Cixous
- Les Troyennes de Sénèque
- Fin de partie de Samuel Beckett
- L’Échange de Paul Claudel
- Alice Droz de Miguel Ángel Sevilla
- Fin du monde chez Gogo
- 1996 : La Périchole de Jacques Offenbach, mise en scène Robert Angebaud, Théâtre du Jour Agen
- 1998 : La Légende des porteurs de souffle de Philippe Fenwick
- 1999 : Des saisons en enfer de Pierre Bourgeade et Marius Constant, mise en scène Daniel Mesguich, Espace Pierre Cardin
- 1999 : La Seconde Surprise de l'amour de Marivaux, mise en scène Daniel Mesguich, Théâtre de l'Athénée-Louis-Jouvet
- 2000 : Le Prince de Hombourg de Heinrich von Kleist, mise en scène Daniel Mesguich, Comédie de Saint-Étienne, Théâtre de l'Athénée-Louis-Jouvet
- 2001 : Le Diable et le Bon Dieu de Jean-Paul Sartre, mise en scène Daniel Mesguich, Théâtre de l'Athénée-Louis-Jouvet
- 2003 : Antoine et Cléopâtre de William Shakespeare, mise en scène Daniel Mesguich, Théâtre de l'Athénée-Louis-Jouvet
- 2003 : Tartuffe de Molière, mise en scène par Pierre Debauche
- Le roi se meurt d'Eugène Ionesco, mise en scène par Pierre Debauche
- 2003 : Paul Schippel ou le prolétaire bourgeois de Carl Sternheim, mise en scène Jean-Louis Benoît, Théâtre de la Criée, Théâtre national de Nice, Théâtre de la Commune
- 2004 : Il était une fois… les Fables de Jean de La Fontaine, mise en scène William Mesguich, Théâtre Georges Simenon Rosny sous Bois
- 2004 : Comme il vous plaira de William Shakespeare, mise en scène William Mesguich, Théâtre Georges Simenon Rosny sous Bois, Théâtre 13
- 2004 : Tohu-Bohu de Cécile Ladjali, mise en scène William Mesguich, Espace Rachi Paris
- 2004 : Monsieur Septime, Solange et la casserole de Philippe Fenwick, mise en scène William Mesguich, L’Atalante Paris, Théâtre Victor-Hugo, Bagneux
- 2005 : Le Prince de Hombourg d'Heinrich von Kleist, mise en scène Daniel Mesguich, Théâtre de la Criée, Théâtre de l'Athénée-Louis-Jouvet
- 2005 : Il était une fois… les Fables de Jean de La Fontaine, mise en scène William Mesguich, Sudden Théâtre
- 2006 : Ruy Blas de Victor Hugo, mise en scène William Mesguich, Scène Watteau Nogent-sur-Marne, Théâtre Mouffetard
- 2006 : Comment devient-on chamoune ? de Charlotte Escamez, mise en scène William Mesguich, Théâtre Georges Simenon Rosny sous Bois, Sudden Théâtre
- 2006 : Confusion, la Légende de l’étoile de Philippe Fenwick, mise en scène William Mesguich, Théâtre Georges Simenon Rosny sous Bois
- 2007 : L'Entretien de M. Descartes avec M. Pascal le jeune de Jean-Claude Brisville, mise en scène Daniel Mesguich, Théâtre de l'Œuvre
- 2007 : La Veuve, la couturière et la commère de Charlotte Escamez, mise en scène William Mesguich, L’Atalante Paris
- 2008 : Du cristal à la fumée de Jacques Attali, mise en scène Daniel Mesguich, Théâtre du Rond-Point
- 2008 : L'Entretien de M. Descartes avec M. Pascal le jeune de Jean-Claude Brisville, mise en scène Daniel Mesguich, tournée
- 2008 : La Belle et la bête de Jeanne-Marie Leprince de Beaumont, mise en scène William Mesguich, Théâtre Mouffetard, Théâtre du Chêne Noir
- 2008 : Ruy Blas de Victor Hugo, mise en scène William Mesguich, Théâtre du Chêne Noir
- 2009 : L'Entretien de M. Descartes avec M. Pascal le jeune de Jean-Claude Brisville, mise en scène Daniel Mesguich, tournée
- 2009 : L'Initiatie show, mise en scène William Mesguich, gymnase de L'Initiative
- 2009 : Il était une fois ... la création du monde, mise en scène William Mesguich, Bouffes Parisiens
- 2010 : La vie est un songe de Pedro Calderón de la Barca, mise en scène William Mesguich, Théâtre 13, Théâtre des Treize Vents
- 2010 : L'Entretien de M. Descartes avec M. Pascal le jeune de Jean-Claude Brisville, mise en scène Daniel Mesguich, Théâtre national de Nice
- 2010 : L'Histoire du soldat de Charles-Ferdinand Ramuz, Igor Stravinsky, mise en scène William Mesguich
- 2010 : Il était une fois... les fables de Jean de La Fontaine, mise en scène William Mesguich, Théâtre de la Criée
- 2010 : Agatha de Marguerite Duras, mise en scène Daniel Mesguich, avec William Mesguich et Sarah Mesguich, Théâtre du Chêne Noir-Avignon
- 2013 : Hamlet de Shakespeare, mise en scène Daniel Mesguich, avec William Mesguish au théâtre national de Nice.
- 2015-2017 : Noces de Sang de Federico Garcia Lorca mise en scène de William Mesguich, Chêne noir Avignon et tournée en France
- 2022 : Dans les forêts de Sibérie  d'après le livre de Sylvain Tesson[1],[2].

## Filmographie

### Télévision
- 2008 : Voici venir l'orage... de Nina Companeez
- 2009 : Louis XV, le soleil noir de Thierry Binisti
- 2010 : Du cristal à la fumée de Philippe Miquel, captation de la pièce
- 2010 : Chateaubriand de Pierre Aknine
- 2011 : La Très excellente et divertissante histoire de François Rabelais d'Hervé Baslé